# Brennero/Brenner
Brennero/Brenner (wł. Stazione di Brennero, niem: Bahnhof Brenner) – stacja kolejowa w Brenner (wł. Brennero), w prowincji Bolzano, w niemieckojęzycznym regionie Trydent-Górna Adyga, we Włoszech. Znajduje się na linii Werona – Innsbruck, na przełęczy Brenner.
Według klasyfikacji RFI ma kategorię srebrną.

## Historia
Stacja Brenner została otwarta w 1867 roku wraz z całym odcinkiem Kolei Brennerskiej między Innsbruckiem a Bolzano.